# Культура лінійно-стрічкової кераміки

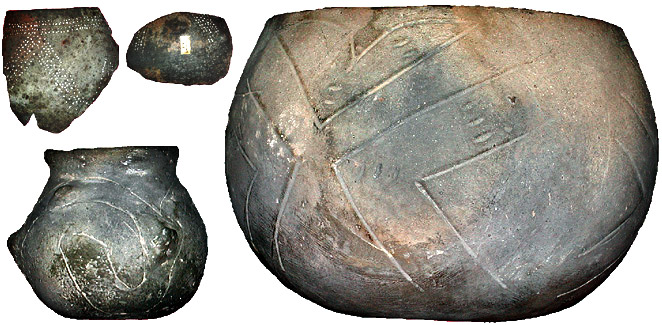
Зразки артефактів культури лінійно-стрічкової кераміки. Близько 5500 р. до н. е.

Культура лінійно-стрічкової кераміки (скорочено КЛСК) — археологічна культура доби неоліту, яка мала дуже значне поширення на території Європи у 5700-4900 роках до н. е. На території України представлена на Західній Волині, Галичині і Поділлі.

## Пам'ятки лінійно-стрічкової культури
Найсхідніша відома на сьогодні пам'ятка — Віта-Поштова 2 — виявлена лише за 8 км від Києва. Належить до дунайських культур і вважається класичною неолітичною культурою Європи.
Загалом на території України відомо понад 50 стоянок і місцеперебувань цієї культури:
- на Галичині — Фредрополь (на момент відкриття у складі УРСР), Котоване, Колодниця, Бовшів, Буківна, Голосків, Незвисько, Бучач, Сухостав, Попівці, Торське (на Дністрі), Звенячин, Синьків,
- на Волині — Луцьк, Баїв, Сандраків-Хмільник, Ольшаниця (на Горині), Ратнів-2, Крилів, Нараїв-1, Рівне-пляж, Панталія-2, Кам'яниця-Заболоття-2, Хрінники-7.

У центральній Європі досліджено багато могильників цієї культури, на території України — два таких поховання: Незвисько і Баїв.

## Історія дослідження
Культура лінійно-стрічкової кераміки була відкрита німецьким археологом Фрідріхом Клопфлейшем і стала відомою в наукових колах у 1882 році під назвою «Bandkeramik».
Умовна назва цієї культури — культура лінійно-стрічкової кераміки — з'явилася у європейській історіографії на початку XX ст. з огляду на характер своєрідного заглибленого орнаменту на глиняному посуді. У науковій літературі є також назва «дунайська культура» за місцем її формування.
Оскільки КЛСК охоплювала величезну територію, яка згодом увійшла до складу різних європейських країн, то рівень вивчення її в різних регіонах був і є неоднаковим. У Центральній Європі її пам'ятки розпочали вивчати на початку XX ст., унаслідок чого нагромаджено значний матеріал, який став основою багатьох наукових праць.

### Дослідження на території України
Перші знахідки кераміки з лінійно-стрічковим орнаментом виявлені в Україні ще наприкінці XIX — на початку XX ст., і сьогодні відомо понад 50 пам'яток КЛСК. Пам'ятки цієї культури вивчали такі вчені, як Я. Пастернак, О. Цинкаловський, Я. Фітцке, К. Черниш, М. Пелещишин та інші. Дослідження тривають досі, але багато аспектів культури все ще вивчені мало.

## Поширення
Племена КЛСК постали у VI тис. до н. е. у Середньому Подунав'ї на базі середньодунайських ранньонеолітичних культур (Старчево, Кереш, Караново) за участю нових хвиль колоністів з півдня. Звідси носії КЛСК просунулися Верхнім Дунаєм у басейн Рейну на територію сучасних Південної Німеччини та Північно-Східної Франції. Також з території Середнього Дунаю вони проникли через Моравську браму на північ, на землі теперішньої Південної Польщі. І далі, рухаючись на схід, на кінець VI тис. до н. е. досягли території Верхнього Подністер'я, Волині, а окремі групи навіть дісталися Дніпра (поселення «Віта-Поштова 2» біля Києва). Ця культура відіграла важливу роль у неолітизації середньої смуги Європи від Рейну до правих приток Дніпра. ЇЇ пам'ятки відомі у Франції, Бельгії, Нідерландах, Німеччині, Австрії, Чехії, Словаччині, Польщі, Угорщині, Румунії, Молдові та Україні. На цій великій території вони утворюють кілька локальних та хронологічних груп.

## Загальна характеристика
Культура лінійно-стрічкової кераміки є чітко виявленою землеробсько-скотарською культурою.
За матеріалами поховань встановлено, що носії КЛСК належали до середземноморського типу. Вони були невисокі на зріст, вузьколиці, з тонкими рисами обличчя.

### Господарство
Населення розводило всі основні види свійських тварин, крім коня, — овець, кіз, велику рогату худобу і свиней, вирощувало кілька сортів пшениці, ячмінь, просо, вику та ін. Мисливство відігравало дуже незначну роль.
На поселеннях відкрито і досліджено житла стовпової конструкції і напівземлянки. Кількість будинків в поселенні не перевищувала десяти. Населення використовувало глиняні печі та вогнища. Зазвичай на долівці жител та поруч із ними були викопані 1-2 ями для господарських цілей. Серед знарядь праці, виготовлених з каменю, кістки та рогу, знайдено мотики, зернотертки, сокири особливої форми (у вигляді башмачної колодки), а також дрібні крем'яні інструменти — ножі, скребки тощо. Племена цієї культури використовували також глиняний посуд.

### Кераміка
Кераміка була досконалою, кругло- і плоскодонною. За виготовленням та орнаментацією умовно поділяється на кухонну і столову. Кухонна — товстостінна, виготовлена з домішками трави, має наліпний орнамент. Столова — тонкостінна, сірого кольору, виготовлена з добре вимішаної глини, прикрашена лінійно-стрічковим орнаментом.
Стиль візерунків досить складний і своєрідний. За своїми формами, технологією виготовлення та орнаментикою ця кераміка значно відрізняється від посуду інших культур, особливо місцевих, і становить одну з найвиразніших палеоетнографічних рис дунайських племен.

### Вірування
У цих племен існувала віра в потойбічний світ. Був поширений обряд поховання небіжчиків, яких часто посипали червоною вохрою. Основний обряд — скорчене на боці трупопокладання, кисті рук перед обличчям. На похованні в Незвисько виявлено близько 20 посудин з багатим лінійно-стрічковим орнаментом.